# Ассоциация телевизионных критиков

Ассоциация телевизионных критиков (англ. Television Critics Association) — это группа из примерно двухсот журналистов США и Канады, которые собираются два раза в год, в январе и июле, для освещения новых телепроектов.

## Премия Ассоциации телевизионных критиков
Премия Ассоциации телевизионных критиков вручается ежегодно с 1984 года в 11 различных категориях каждое лето.

### Категории премии
- Программа года
- Премия за выдающиеся достижения в драме
- Премия за выдающиеся достижения в комедии
- Премия за лучшую новую программу
- Премия за личные достижения в драме
- Премия за личные достижения в комедии
- Премия за выдающиеся индивидуальные достижения в карьере
- Премия за выдающиеся достижения в новостной программе
- Премия за выдающиеся достижения в молодёжной программе
- Премия за выдающиеся достижения в кино, сериале и специальном шоу
- Наследие телевидения